# Konstantin Bernhard von Voigts-Rhetz
Konstantin Bernhard von Voigts-Rhetz (16 tháng 7 năm 1809 – 14 tháng 4 năm 1877) là một tướng lĩnh quân sự của Phổ. Ông đã tham gia trong cuộc Chiến tranh Áo-Phổ năm 1866, với tư cách là Tham mưu trưởng của Tập đoàn quân số 1 của Phổ,, và về sau ông phục vụ tích cực cho quân đội Phổ trong cuộc Chiến tranh Pháp-Đức (1870 – 1871), trong đó ông đã góp phần đến chiến thắng của các lực lượng Đức tại trận Mars-la-Tour đẫm máu vào tháng 8 năm 1870 và trận Le Mans vào tháng 1 năm 1871.

## Cuộc đời binh nghiệp
Voigts-Rhetz đã gia nhập Trung đoàn Bộ binh số 9 của Phổ vào năm 1827 và được phong cấp sĩ quan vào năm 1829. Từ năm 1833 cho đến năm 1835, Voigts-Rhetz đã tham dự trong Viện Hàn lâm Quân sự Phổ. Vào năm 1837, ông tham gia trong Cục Đo đạc bản đồ. Ông đã gia nhập Bộ Tổng tham mưu Phổ năm 1839, được thăng cấp Đại úy năm 1841 và trở thành Thiếu úy năm 1847.
Voigts-Rhetz đã tham gia trong bộ tham mưu của Quân đoàn V vào năm 1847. Khi các cuộc cách mạng bùng nổ vào năm 1848, ông đã tham gia trấn áp cuộc nổi dậy tại Posen. Sau khi cuộc nổi dậy bị dập tắt, Voigts-Rhetz đã bị lôi cuốn vào một cuộc tranh cãi với ủy viên của hoàng gia tại Posen, Tướng Karl Wilhelm von Willisen. Cả Voigts-Rhetz và Willisen đều dùng báo chí để biện minh cho các hành động của mình.
Vào năm 1852, Voigts-Rhetz đã trở thành tham mưu trưởng của Quân đoàn V. Sau khi được thăng hàm Đại tá vào năm 1855, ông được giao quyền chỉ huy Lữ đoàn Bộ binh số 6 vào năm 1858, với cấp bậc Thiếu tướng. Đến năm 1859, ông trở thành một giám đốc trong Bộ Chiến tranh Phổ. Năm 1866, ông được cử làm chỉ huy của các pháo đài của Liên minh Đức tại Luxembourg. Năm 1863, ông được thăng cấp Trung tướng và giao quyền chỉ huy Sư đoàn Bộ binh số 7. Năm 1864, ông trở thành tổng tư lệnh của lực lượng trú phòng tại Frankfurt am Main.
Trong cuộc Chiến tranh Áo-Phổ năm 1866, Voigts-Rhetz đã phục vụ với tư cách là tham mưu trưởng của Tập đoàn quân số 1, dưới quyền chỉ huy của Hoàng thân Friedrich Karl của Phổ. Trên cương vị này, ông đã đóng góp đến những chiến thắng của quân đội Phổ tại trận Münchengrätz, Gitschin và Sadowa. Sau khi cuộc chiến tranh kết thúc, ông được bổ nhiệm làm Thống đốc tỉnh Hanover và là tư lệnh của Quân đoàn X mới được thành lập.
Trong cuộc Chiến tranh Pháp-Đức (1870 – 1871), Quân đoàn X dưới quyền Voigts-Rhetz thuộc về Tập đoàn quân số 2, cũng dưới quyền chỉ huy của Friedrich Karl. Mặc dù đã 61 tuổi và phải lăn lộn ngoài sa trường, Voigts-Rhetz vẫn có được sự năng động của một người trẻ hơn rất nhiều trong trận Mars-la-Tour vào ngày 16 tháng 8 năm 1870 – cuộc tấn công khốc liệt của Quân đoàn III dưới quyền tướng Konstantin von Alvensleben nhằm vào các lực lượng lớn của Pháp, quân của Voigts-Rhetz đã tiếp viện cho Alvensleben. Khi bộ binh của sư đoàn Grenier của Pháp thắng thế, Voigts-Rhetz đã phái các trung đoàn Long kỵ binh Cận vệ số 1 và 2 mở một cuộc tấn công dữ dội để trì hoãn bước tiến của đối phương. Mặc dù cuộc xung phong bị đẩy lùi, quân kỵ binh Đức đã trở về an toàn và nhờ cuộc xung phong này họ đã đập tan mọi ý định tấn công từ Mars-la-Tour của quân Pháp. Đến tối, trận đánh kết thúc với sự rút lui của quân Pháp. Voigts-Rhetz cũng tham gia trong trận Gravelotte và sau trận chiến này, Quân đoàn X là một phần của các lực lượng vây hãm Metz. Sau khi Metz thất thủ, Voigtz-Rhetz và Quân đoàn V của ông đã được gửi đến sông Loire.
Vào ngày 24 tháng 11 năm 1870, hai lữ đoàn thuộc Quân đoàn X của ông đã đánh bại một đợt tấn công của Tập đoàn quân Loire của nền Cộng hòa Pháp non trẻ trong trận Ladon và Mézières. Trong trận Beaune-la-Rolande vào ngày 28 tháng 11 năm 1870, quân đoàn của ông với bất lợi lớn về quân số đã đánh trả cuộc tấn công của Tập đoàn quân Loire cho đến đêm, khi viện binh của Quân đoàn III – những người bạn chiến đấu cũ của Quân đoàn X tại Mars-la-Tour – đến tiếp viện, và cuối cùng buộc quân Pháp phải rút lui với thiệt hại nặng nề. Trong trận Le Mans vào ngày 11 tháng 1 năm 1871, các lực lượng dưới quyền ông đã thực hiện đợt tấn công quyết định trong nửa đêm, với các lữ đoàn được phân thành các đội hình hàng dọc bao gồm đại đội, nhằm vào cao nguyên được tướng Pháp Antoine Chanzy phòng ngự rắn rỏi. May mắn cho Voigts-Rhetz, cuộc tấn công liều lĩnh của Quân đoàn X đã nhằm vào các lực lượng yếu nhất của Chanzy. Quân Đức đánh bất ngờ một trung đoàn Garde Mobile, gây hỗn loạn trên khắp vị trí phòng ngự của quân Pháp. Trước sức tấn công vũ bão của người Đức trong đêm, Chanzy không thể nào chống nổi. Đợt tấn công thắng lợi của Voigts-Rhetz cũng cho thấy rằng bộ binh Đức không hề sợ một chiến ngại vật nào. Sau khi cuộc chiến tranh kết thúc, ông vẫn chỉ huy Quân đoàn của mình cho đến khi về hưu vào năm 1873 do vấn đề sức khỏe. Ông được hưởng một khoản lương gồm 150.000 thaler vì những cống hiến của ông đối với quân đội Phổ trong cuộc chiến